# Vilovi
Vilovi (Servisch cyrillisch Вилови) is een plaats in de Servische gemeente Nova Varoš. De plaats telt 396 inwoners (2002).